# Magdalínivka
Magdalínivka (en ucraniano: Магдалинiвка, romanizado: Mahdalynivka) es un pueblo ucraniano perteneciente al óblast de Dnipropetrovsk. Situado en el centro del país, forma parte del raión de Samar y es centro del municipio (hromada) homónimo.

## Toponimia
El nombre del asentamiento en ruso es Magdalínovka (en ruso: Магдалиновка). 

## Geografía
Magdalínivka se sitúa a orillas del río Chaplinka, a 63 km de Dnipró.  

## Historia
Magdalínivka se menciona por primera vez con su nombre actual en 1783 en relación con la delimitación de tierras de la palanka de Provtocha del antiguo Sich de Zaporiyia. El inicio del asentamiento lo dieron 4 familias que llegaron de la gobernación de Poltava. En 1783, el pueblo de Magdalinivka, que perteneció al mayor Andri Magdenko.
Durante la Segunda Guerra Mundial, Magdalínivka estuvo ocupado por las tropas de la Wehrmacht del 26 de septiembre de 1941 al 23 de septiembre de 1943.  
El pueblo obtuvo el estatus de asentamiento de tipo urbano en 1958.
Hasta el 18 de julio de 2020, Magdalínivka fue el centro del raión de Magdalínivka. El raión fue abolido en julio de 2020 como parte de la reforma administrativa de Ucrania, que redujo el número de raiones del óblast de Dnipropetrovsk a siete. El territorio del raión de Magdalínivka se fusionó con el raión de Novomoskovsk.En 2023, Magdalínivka perdió el estatus de asentamiento de tipo urbano debido a la eliminación de este estatus administrativo.

## Demografía
La evolución de la población de Magdalínivka entre 1886 y 2022 fue la siguiente:
| 604                                                           | 728 | 4542 | 3604 | 5721 | 6944 | 6821 | 6624 | 6471 | 6506 | 6335 | 6119 |
| (Fuente: Cities & Towns of Ukraine y UKRAINE: Größere Städte) |     |      |      |      |      |      |      |      |      |      |      |

Según el censo de 2001, la lengua materna de la mayoría de los habitantes, el 94,13%, es el ucraniano; del 4,6%, el ruso.

## Infraestructura

### Transporte
Magdalínivka está conectada por carreteras con Dnipró y Petrikivka por las carreteras T-0413 y T-0414. La estación de tren más cercana está en Jubinija, a unos 20 km al este, en la línea ferroviaria que conecta Dnipró y Járkiv. 